# 카네코 유키 (성우)

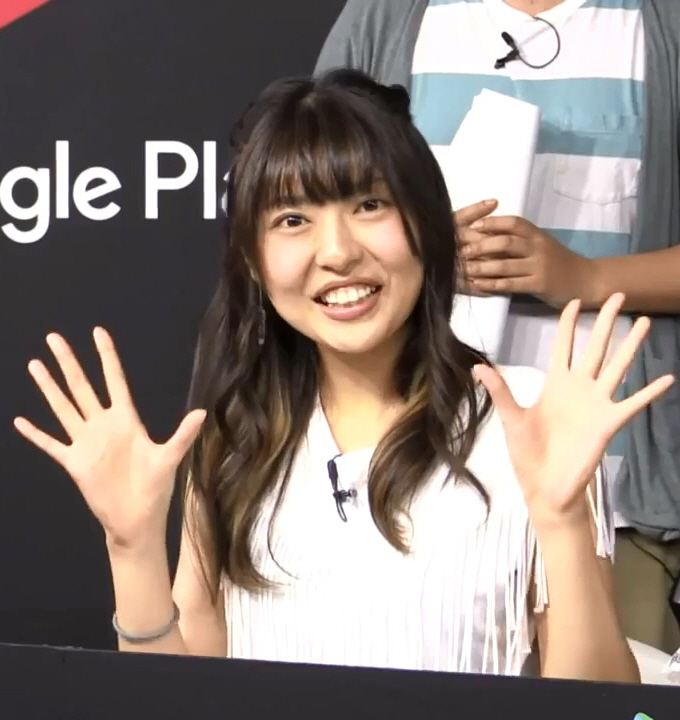
카네코 유키

카네코 유키(일본어: 金子 有希 かねこ ゆうき[*], 1987년 1월 19일 ~ )는 일본의 성우이다. 후쿠오카현 기타큐슈시 출신. 아오니 프로덕션 소속.